# باشاكلا (تشلاو)
باشاکلا (بالفارسية: پاشاکلا) هي قرية تقع في إيران في مازندران. يقدر عدد سكانها بـ 104 نسمة .